# 킨탐보밧줄다람쥐
킨탐보밧줄다람쥐(Funisciurus substriatus)는 다람쥐과에 속하는 설치류의 일종이다. 베넹과 부르키나 파소, 코트디부아르, 가나, 나이지리아, 토고에서 발견된다. 자연 서식지는 습윤 사바나 지역이다.